# Kościół Podwyższenia Krzyża Świętego w Gorczenicy
Kościół Podwyższenia Krzyża Świętego w Gorczenicy – rzymskokatolicki kościół parafialny należący do parafii pod tym samym wezwaniem (dekanat Górzno diecezji toruńskiej).
Świątynia została wzniesiona zapewne w momencie erygowania parafii w 1317 roku. Podczas wielkiej wojny z Zakonem budowla została uszkodzona.
Kościół wybudowany został w stylu gotyckim. Świątynia jest orientowana, murowana, wzniesiona z kamienia polnego i cegły (ceglane są górne kondygnacje wieży i szczyty, obramienia okienne i portale). Bryła kościoła powstała na planie wydłużonego prostokąta, bez prezbiterium wyodrębnionego w bryle. Świątynia posiada czterokondygnacyjną wieżę od strony wschodniej i zakrystię przylegającą do korpusu od strony północnej. Otwory okienne zamknięte są łukiem ostrym. Cokół oddzielony jest gzymsem.
Wieża i szczyt zostały przebudowane w XIX stuleciu, kościół był odnawiany, natomiast ostatnie restauracje zostały wykonane w 1921 roku oraz w latach 60. XX wieku.
Wyposażenie świątyni pochodzi z różnych okresów historycznych. Ołtarz główny, w stylu barokowym z około 1700 roku, jest ozdobiony obrazem Matki Bożej Chełmińskiej z połowy XIX wieku; ołtarz boczny, w stylu późnorenesansowym, z 1. połowy XVII wieku jest ozdobiony obrazem Chrystusa na Górze Oliwnej; ołtarz boczny, w stylu rokokowym, pochodzi z 2. połowy XVIII wieku; renesansowa ambona powstała w 1. połowie XVII wieku jest ozdobiona malowanymi postaciami ewangelistów; organy pozytywowe o zewnętrznej oprawie w stylu neoromańskim zbudowane zostały przez Wilhelma Sauera z Frankfurtu nad Odrą około 1876 roku.